# Pseudagrion spencei
Pseudagrion spencei là một loài chuồn chuồn kim trong họ Coenagrionidae.
Loài này được xếp vào nhóm loài không bị đe dọa trong sách Đỏ của IUCN năm 20010.
Pseudagrion spencei được miêu tả khoa học năm 1922 bởi Fraser.